# Спільна декларація про підтримку України
Спільна декларація про підтримку України — рамковий документ, підписаний лідерами країн Великої сімки (США, Японія, Німеччина, Велика Британія, Франція, Італія, Канада) і президентами Європейської ради та Європейської комісії на саміті НАТО у Вільнюсі 12 липня 2023 року. Декларація є відкритою для підписання будь-якими країнами.

## Попередні напрацювання щодо гарантій безпеки України
24 травня 2022 року оголошено про створення міжнародної консультативної групи, яка розроблятиме пропозиції щодо гарантій безпеки для України. Цю групу очолили спільно керівник Офісу Президента України Андрій Єрмак і екс-генеральний секретар НАТО Андерс Фог Расмуссен. 1 липня 2022 року відбулось перше засідання Групи з питань безпеки для України. 13 вересня 2022 року співкерівники цієї групи презентували «Київський безпековий договір. The Kyiv Security Compact. Міжнародні гарантії безпеки для України: рекомендації» У запропонованих рекомендаціях зазначається, що найсильнішою гарантією безпеки для України є її здатність захищатися від агресора відповідно до статті 51 Статуту ООН, а гарантії мають бути політично та юридично обов'язковими для виконання на основі двосторонніх угод, але об'єднані в межах спільного документа «Київський безпековий договір». Повідомляючи про погодження «Спільної декларації про підтримку України» 12 липня 2023 року, Андрій Єрмак наголосив, що безпекові компоненти, які в ній містяться, було закладено в концепції Kyiv Security Compact.

## Структура Спільної декларації

Країни Європи:
країни-члени ЄС і «Групи семи», які підписали угоди
країни-члени «Групи семи», але не члени ЄС, які підписали угоди
інші країни-члени ЄС, які підписали угоди
інші країни, які підписали угоди
країни-члени ЄС, які не приєдналися до декларації, але є підписантами як члени ЄС
країни-члени ЄС, які приєдналися до декларації, але ще не підписали угоди як самостійні країни
інші країни, які приєдналися до декларації, але ще не підписали угоди
Росія і Білорусь

Країни Північної Америки і Азії:
країни-члени «Групи семи», які підписали угоди
інші країни, які підписали угоди
Росія

- Учасники підтверджують «непохитну відданість стратегічній меті створення вільної, незалежної, демократичної та суверенної України в межах її міжнародно визнаних кордонів, здатної захистити себе та стримати майбутню агресію».[1]
- Підтвердження того, що «безпека України є невід'ємною частиною безпеки євроатлантичного регіону», а її підтримка триватиме стільки часу, скільки буде потрібно.[1]
- Констатація того, що підтримка України ґрунтується на «спільних демократичних цінностях та інтересах, передусім на повазі до Статуту ООН і принципів територіальної цілісності та суверенітету».[1]
- Оголошується, що розпочинаються «переговори з Україною з метою формалізації — через двосторонні безпекові зобов'язання і домовленості, узгоджені з цією багатосторонньою рамковою угодою, згідно з нашими відповідними правовими і конституційними вимогам», при цьому учасники працюватимуть з Україною «над конкретними двосторонніми довгостроковими зобов'язаннями і домовленостями у сфері безпеки».[1]
- Шляхи притягнення агресора до відповідальності.
- Дії у разі майбутнього збройного нападу на Україну.
- Зобов'язання України:
  - «Робити позитивний внесок у безпеку партнерів та посилювати заходи прозорості та підзвітності щодо партнерської допомоги»[1].
  - «Продовжувати реалізацію реформ правоохоронних органів, судової системи, боротьби з корупцією, корпоративного управління, економіки, сектору безпеки та державного управління…»[1].
  - «Просувати оборонні реформи і модернізацію…»[1].
- Готовність ЄС зробити свій внесок у ці зусилля.
- Можливість приєднання інших країн до Спільної декларації.

## Приєднання інших країн до декларації
Станом на січень 2025 року до декларації приєдналися 24 країни, 20 з яких уже підписали безпекові угоди:
- Албанія
- Бельгія
- Болгарія
- Греція
- Данія
- Естонія
- Ірландія
- Ісландія
- Іспанія
- Кіпр
- Латвія
- Литва
- Люксембург
- Нідерланди
- Норвегія
- Північна Македонія
- Польща
- Португалія
- Румунія
- Словенія
- Фінляндія
- Чехія
- Чорногорія
- Швеція

21 серпня 2023 року до декларації також приєдналось Косово.

## Укладені безпекові угоди
Станом на жовтень 2024 року укладено угоди з усіма G7, з країнами, які приєдналися до декларації, окрім Болгарії, Кіпру, Північної Македонії та Чорногорії, а також із Європейським Союзом.